# Бурлюк Давид Давидович
Дави́д Дави́дович Бурлю́к (9 (21) липня 1882, хутір Семиротівщина (Семиротівка) поблизу с. Рябушки, Лебединський повіт Харківська губернія (нині урочище Бурлюк Лебединський район Сумська область, Україна) — 15 січня 1967, Нью-Йорк, США) — український художник-футурист, поет, теоретик мистецтва, літературний і художній критик, видавець. Один із чільних творців українського модернізму початку XX століття. Відомий як лідер вітчизняного футуризму. Водночас з Велемиром Хлєбниковим був Головою земної кулі.

## Життєпис

### Родовід, ранні роки

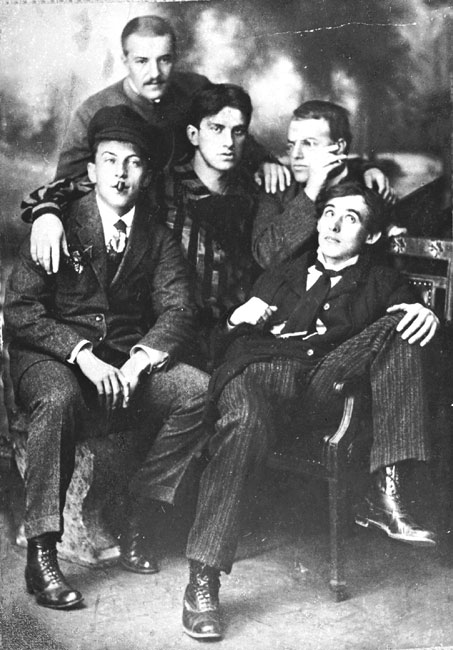
Бурлюк (2-й праворуч)

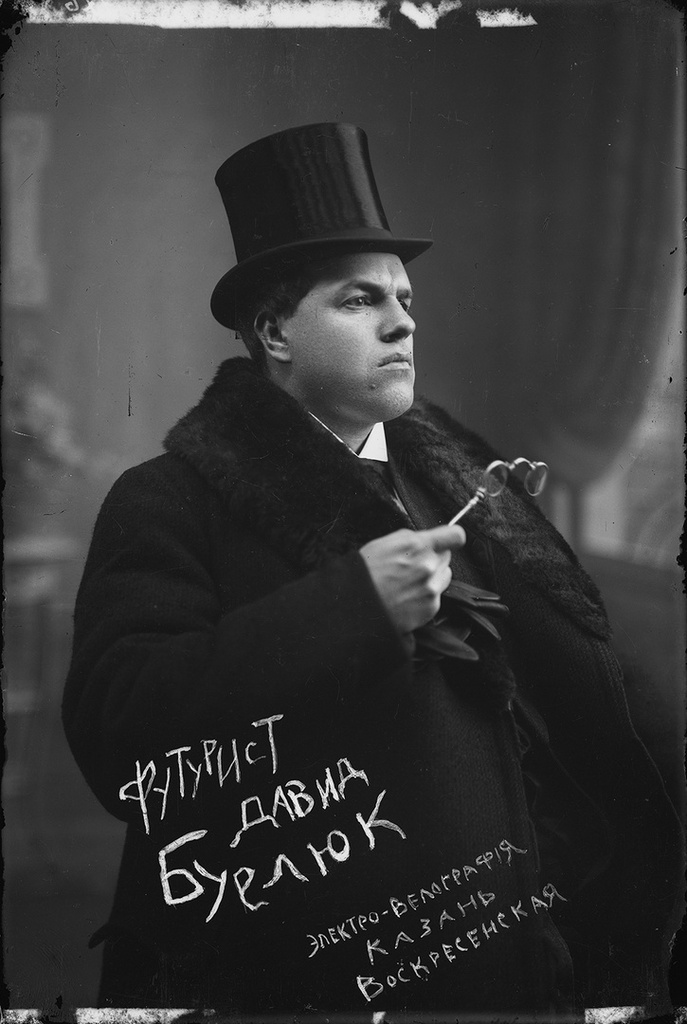
1910-і

Походить із козацького роду. У селі Рябушки недалеко від міста Лебедина народився Парфентій Бурлюк, до родовідної лінії якого належить Давид Бурлюк. Батько художника — Давид Федорович Бурлюк (1856—1915) — одружився у 1881 році з Людмилою Йосипівною Міхневич (пр. 1861—1924) у м. Ромни (нині райцентр Сумської області). За рік на хуторі Семиротівщина Лебединського повіту Харківської губернії на світ з'явився первісток, названий також Давидом.
Згодом Давид Бурлюк писав у своїх «Спогадах футуриста»:
«… З боку батькового — ми українські козаки, нащадки запорожців. Наше вуличне прізвисько „Писарчуки“, ми були писарями Запорозького війська. Батько писав вірші по-російськи й по-українськи, але рідною мовою мало. З усіх письменників я Гоголя знав краще всіх, завчивши з нього силу-силенну уривків напам'ять. Тараса Шевченка українською мовою читав нам звичайно батько. Читання „Петруся“ завжди закінчувалося слізьми.
1915-го я намалював картину „Святослав“, стиль старовинного українського живопису. Мій колорит глибоко національний. Жовтогарячі, зелено-жовті, червоні, сині тони б'ють Ніагарами з-під мого пензля. (…)
У своєму житті я намалював безліч українських баских коней. І мені могло б пасувати наймення, перефразовуючи Геродота, „співця кобилиць“».

Батько Давид Федорович Бурлюк працював управителем маєтка у графа Мордвинова. У родині зростало шестеро дітей: три брати та три сестри. Окрім Давида, Людмила та Володимир Бурлюки також стали відомими художниками. Брат Микола — поетом. Сестра Надія (народилася у 1895) пізніше стала дружиною Антона Безваля, молодша Маріанна (народилася в 1897 році) стала дружиною чеського художника Вацлава Фіала.
Дядько Костянтин Федорович Бурлюк, із селян, закінчив Сумську гімназію і у вересні 1879 року став студентом Харківського університету по відділу природничих наук.
У дитинстві Давид втратив одне око, яке замінив скляний протез. У майбутньому це стало одним з елементів епатажного стилю Бурлюка.
Початок своєї творчості сам Давид Бурлюк відносив до 1890 року.
|  | Цього року я став пунктуально вести щоденник і, упереміж із записами, робив малюнки, головним чином, або, вірніше сказати, виключно пейзажного характеру. |

У 1893—1895 роках навчався в Олександрівській чоловічій гімназії (Суми). Навчання проходило з перервами. Незабаром після вступу в 1893 році був відрахований з гімназії у зв'язку з хворобою і несплатою за навчання. Знову продовжив заняття з 1894 року до серпня 1895 року.
Уже в гімназії Давид отримав прізвисько «художник» і саме там здібності Бурлюка вперше відмітив вчитель малювання, художник Олександр Карлович Веніг (1865—1907) — син відомого історичного й релігійного живописця, академіка Карла Богдановича Веніга (1830—1908). У той самий час недалеко від Сум, у місті Конотопі, жив Казимир Малевич.
У 1892 році відбулася вирішальна для Бурлюка зустріч з художником, пейзажистом, фотографом Костянтином Костянтиновичем Первухіним (1863—1915).
У серпні 1897 року він виконав і перший малюнок з натури — портрет сестри Людмили.

### Навчання, пошуки стилю
У 1898—1899 роках навчався в Казанській художній школі. Один з етюдів Давида, «Млини над Дніпром», був виставлений і за нього автор здобув премію у розмірі 25 рублів.
У 1899—1901 роках навчався в Одеському художньому училищі. Вже тут проявилася величезна працездатність художника. Під час літньої практики Бурлюк намалював 350 етюдів — пейзажів Херсонщини. Викладачі училища К. Костанді та Г. Ладиженський засудили його, порівнявши його творчість з фабричним виробництвом.
У 1902—1903 роках навчався в Мюнхенській школі Антона Ажбе та в Академії мистецтв — у Вільгельма фон Діца, Франца фон Штука і Карла фон Марра.
1904 року продовжує навчання у Кормона в Парижі.
У ці роки творчість Бурлюка проходила під знаком Шишкіна, Куїнджі і Рєпіна, Сєрова. 1904 рік «в Парижі для мене Курбе і Моріс Подіни». У деяких творах простежується вплив романтика Каспара Давида Фрідріха.
Середина 1900-их років у плані художньої манери відрізняється, по виразу самого Бурлюка, «відчайдушним реалізмом». Але вже у роботах 1907 року видно, як художник еволюціонує від реалізму до імпресіонізму і частково футуризму в пейзажі.
У 1908 році відбулося знайомство Бурлюка з Олександрою Екстер. Разом вони організували першу в Україні виставку лівих (тобто модерністських) художників «Звено» (Ланка), яка відбулася в Києві у крамниці купця Єрнджишека на Хрещатику.
У 1909—1911 роках брав участь у виставках «Салони» Іздебського (Одеса, Київ, Миколаїв, Херсон). ТОді було продано 9 робіт молодого художника.
1909 року взяв участь у виставці в Катеринославі.
Восени 1910 року брати Бурлюки виступили учасниками Нового Мюнхенського об'єднання разом з Пікассо, Дереном і Ле Фоконьє.
У 1911—1914 роках продовжує навчання в Московському училищі живопису, скульптури та архітектури.

## Батько українського футуризму
Пройшовши періоди захоплення імпресіонізмом, неопримітивізмом та іншими модерними мистецькими течіями, Давид Бурлюк став ідеологом радянського футуризму як у живописі, так і в літературі. Сам себе представляв як «татарсько-запорозький футурист».

Після знайомства з Володимиром Маяковським, був введений до кола поетів. Маяковський згадував про нього:
«Мій дійсний учитель, Бурлюк зробив мене поетом… Видавав щодня 50 копійок. Щоб писати, не голодуючи».
У 1911 році за запрошенням Кандинського і Марка в Німеччині Бурлюк бере участь у виданні альманаху «Синій вершник».
18 грудня 1911 року відкрилася виставка мистецького об'єднання «Синій вершник».
У січні 1912 року організатори виставки «Бубновий валет», серед яких ключову роль відігравав Давид Бурлюк, створили однойменне художнє об'єднання. Окрім нього, засновниками «Бубнового валета» були Кончаловський, Лентулов, Фальк, Рождественський, Машков. 23 січня відкривається виставка «Бубнового валету», на якій Давид Бурлюк представив 10 своїх картин. Виставку відвідало більше 8 тисяч цінителів мистецтва.
18 березня 1912 року розпочалася друга виставка художнього об'єднання «Синій вершник», у якій взяли участь, окрім Кандинського і Бурлюка, такі представники «російського табору» в Німеччині, як Гончарова, Ларіонов, Малевич.
Також у грудні 1912 року виходить скандальний маніфест «Ляпас громадському смаку», який Бурлюк написав разом з Маяковським та Кручених. 18 грудня 1912 року в Москві надійшов у продаж маніфест і збірник «Ляпас громадському смаку».
Нова поетична й художня школа була проголошена та задекларована завдяки енергії та безмежній ініціативності Бурлюка. Він брав активну участь у виступах футуристів, поєднуючи ролі теоретика, поета, художника і критика. Його вірші — це квінтесенція характерних для футуризму антиестетичності й епатажності. Як зазначає Ігор Шаров, у 30-річному віці Бурлюк уже був справжнім майстром. Щоб упевнитись у цьому, достатньо подивитись на «Портрет поета-футуриста Василя Каменського» — така собі своєрідна стилізація під художників Відродження, де Каменського зображено в образі святого. Крім того, портрет Каменського фактично розкриває таємницю міфу, яким так полюбляв оточувати себе Бурлюк. Це міф про джерела його площинного живопису. Створення багатьох картин, виконаних у стилі декоративних панно або вітражів, пояснював тим, що втрата ока впливає на його сприйняття дійсності.
У 1913—1914 роках організував турне футуристів, під час якого читав лекції та власні вірші. Після закінчення турне став редактором «Першого футуристичного журналу».
1914–1915 роки були часом найближчого спілкування з художником В. Кандинським, з яким Бурлюк займав студію на п'ятому поверсі будинку № 1 Гнездиковського провулку в Москві.
11 квітня 1915 року народився Микита (Ніколас) Бурлюк, і Кандинський став хрещеним батьком дитини.
У 1916 році стає головою Земної кулі в утопічному «Товаристві голів Земної кулі» російського поета Велимира Хлєбникова.
Був натхненником й ініціатором різних столичних (найчастіше епатажних) заходів, які мали поширювати нові ідеї в російській культурі.
1917 року в Самарі відбулася власна дебютна малярська виставка Бурлюка.
У 1918 році Бурлюк став одним із видавців «Газети футуристів».
У 1919 року в Кургані був виданий єдиний поетичний збірник Бурлюка «Лисіючий хвіст».
Революційні події 1917 року в Росії сприйняв захоплено, але прижитися в більшовицькій країні не зміг. Спочатку емігрував до Японії, а потім — до США.
В еміграції Бурлюк залишився вірним своїм естетичним смакам, проте його живопис тепер розвивався в рамках панівного на Заході мистецтва. У Нью-Йорку Бурлюк видавав журнал «Колір і рима». Багато мандрував. Його виставки відбувалися в багатьох містах Європи, Австралії й Америки. Серед великих виставок, на яких були присутні твори Бурлюка, згадують Виставку сучасного мистецтва 1923 року, Виставку російського мистецтва в Бруклінському музеї 1923 року, Міжнародну виставку у Філадельфії 1926 року, Міжнародну виставку в Бруклінському музеї 1926–1927 років.
У 1962 році пропонував привезти виставку своїх робіт до України, але не отримав згоди радянського уряду.
Заповів, аби його прах розвіяли над водами Атлантики. Так і було зроблено.

## Спадщина
Великий інтерес становлять спогади Давида Бурлюка про футуризм і В. Маяковського.
За власними підрахунками, впродовж життя він намалював від п'ятнадцяти до тридцяти тисяч картин. Серед картин митця є твори, присвячені його Батьківщині — Україні (зокрема, «Святослав», «Запорожці у поході», «Козак Мамай», «Рибалки», «Тарас Шевченко»).
Першу виставку робіт Бурлюка на теренах СРСР після 1917 року провели в Башкирському художньому музеї ім. М. В. Нестерова (1994), де було представлено понад 77 творів з 14 музеїв.
У музеях і приватних збірках України збереглося лише 35 робіт Бурлюка. Принаймні стільки вдалося зібрати в 1998 році в Національному художньому музеї, де проводили виставку провідного футуриста.
Деякі з його художніх полотен є в Сумському художньому музеї.
Основна частина творів Бурлюка зберігається в меморіальному музеї художника в Нью-Йорку. Є також у Росії, країнах Європи, в Японії, Канаді.
Значну роботу в області вивчення художньої спадщини Бурлюка проводить історіограф українського авангарду професор Дмитро Горбачов.

## Наш час
4 грудня 2007 року на лондонських торгах аукціонного будинку Sotheby's був встановлений український рекорд. Картина Д. Бурлюка «В церкві» (1922 р.) була продана за $650 000.
У листопаді 2008 року картину Бурлюка «Японський рибалка» продано за 542 тисячі доларів.
Щонайменше одна з робіт художника була вкрадена російськими окупантами — це картина «Сільський пейзаж», яка зберігалась у музеї Херсона.

## Вшанування пам'яті
2007 року в Сумах 125-ліття з дня народження Бурлюка було відмічене культурним проєктом «Будетлянін Давид Бурлюк». На будинку Сумської гімназії, в якій деякий час вчився Бурлюк, була встановлена меморіальна дошка.
У 2021 році урочище на Сумщині, в якому знаходився хутір — місце народження митця, отримало назву Бурлюк.
У місті Одеса перейменували вулицю Гаршина на вулицю Давида Бурлюка.
У місті Дніпро існує вулиця Давида Бурлюка.
У місті Суми провулок Пляжний перейменували на провулок Давида Бурлюка.

## Галерея

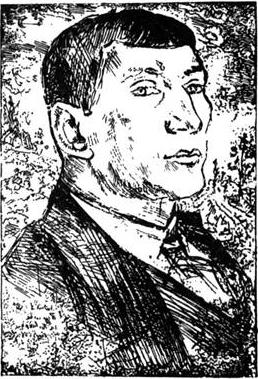
«Бенедикт Лівшич», 1911
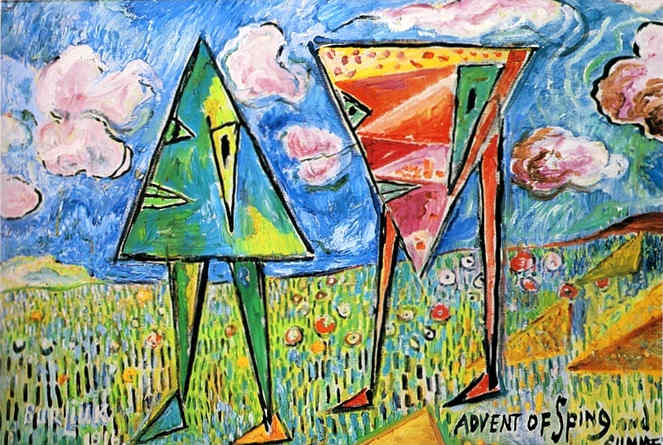
«Весна»,1914
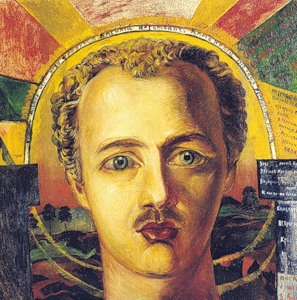
Портрет Василя Каменського, 1917
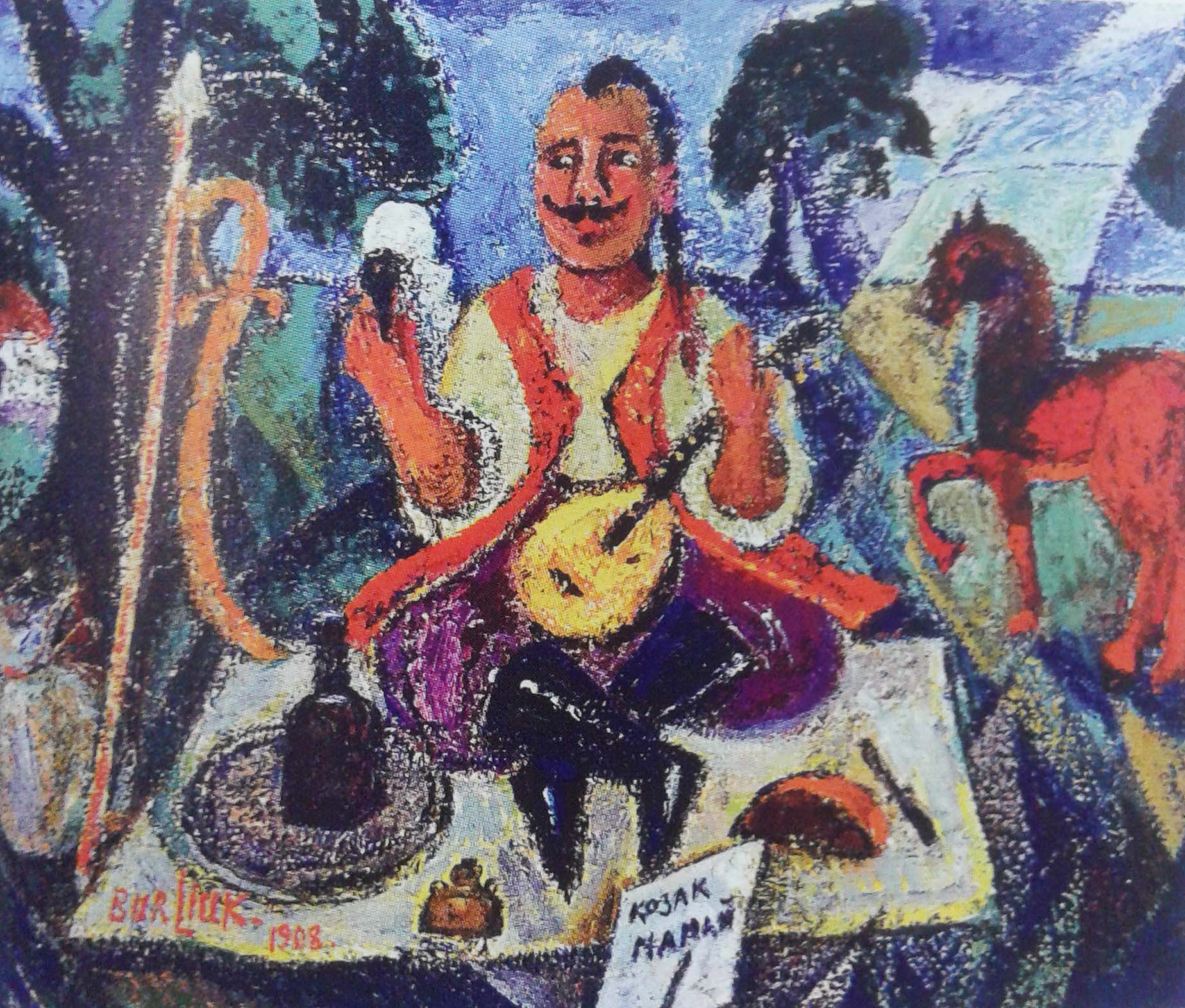
«Козак Мамай», 1908
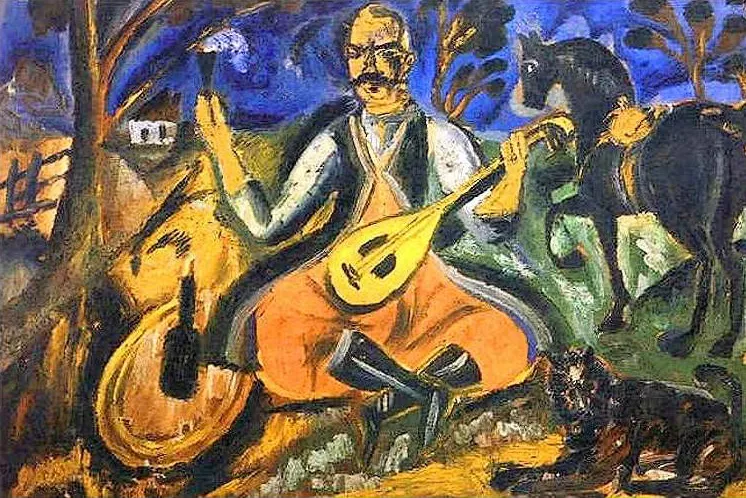
«Козак Мамай», 1912
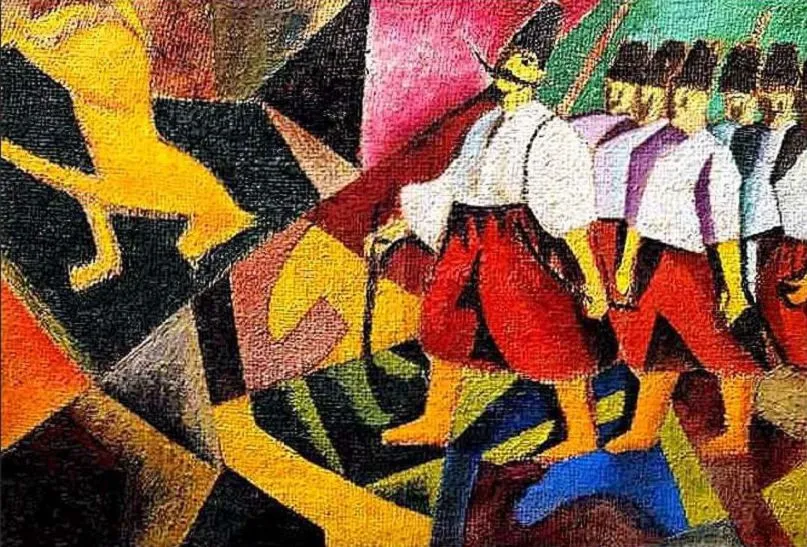
«Українці», 1912
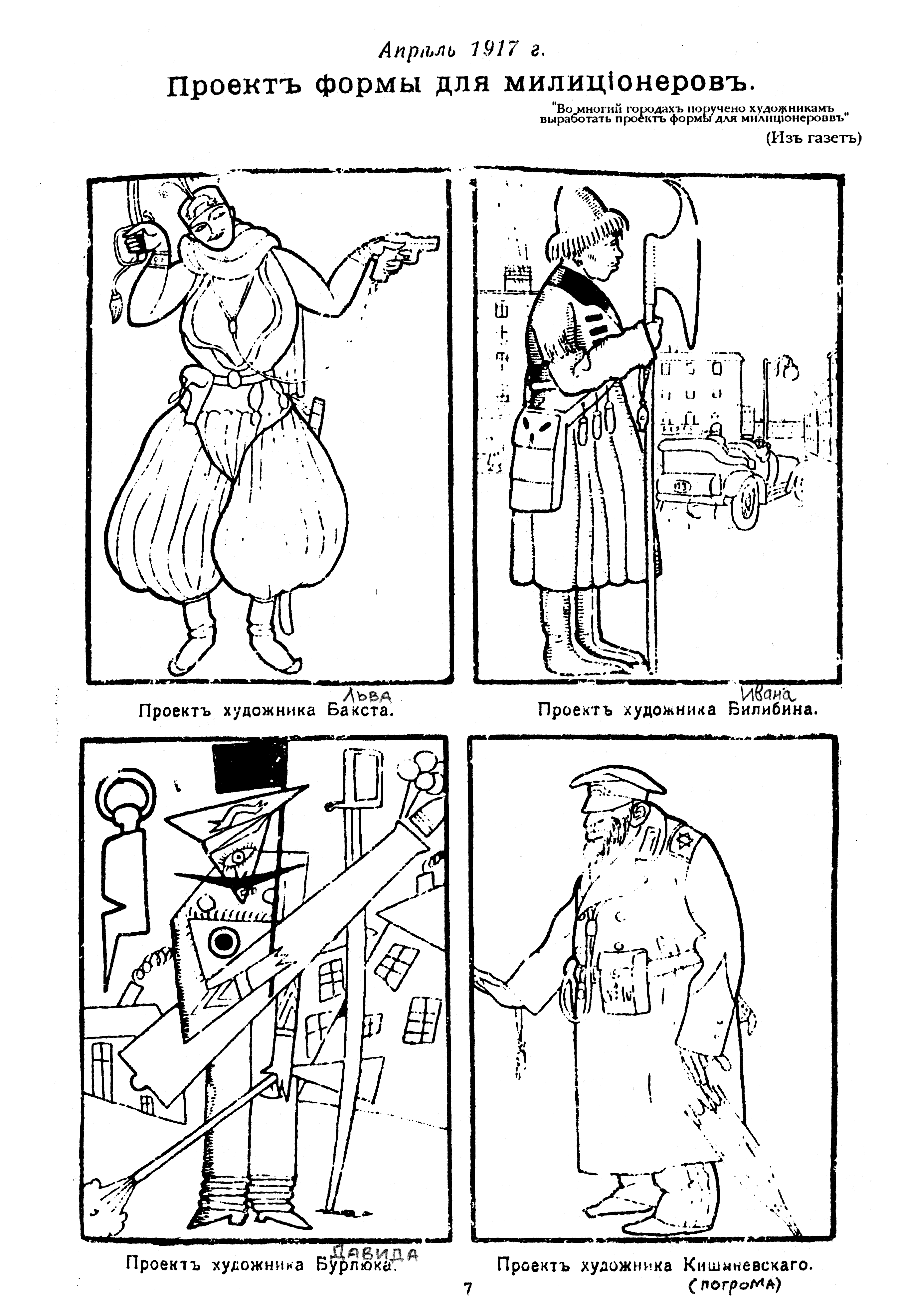
Проєкт форми міліції від імені Д. Бурлюка. Карикатура, 1917

## Давид Бурлюк у культурі
- Давид Бурлюк згадується в романі Віктора Пелевіна Чапаєв і Пустота: персонажі Кавабата і Сердюк розглядають та обговорюють концептуальну ікону Бурлюка «Бог», яка являє собою напис «БОГ», зроблений на папері через трафарет.
- Давид Бурлюк з'являється в 3-ій частині поеми Владіміра Маяковського «Хмара в штанях».
- Давид Бурлюк з'являється в російському мінісеріалі «Маяковський. Два дні» (рос. «Маяковский. Два дня», 2011) українських режисерів Дмитра Томашпольського та Олени Дем'яненко, роль виконував Дмітрій Нагієв.
- Давид Бурлюк з'являється в російському серіалі «Гріхи батьків» (рос. «Грехи отцов», 2004), роль виконував Олексій Колган.